# Communauté de communes Usses et Rhône
La communauté de communes Usses et Rhône est une communauté de communes française des départements de la Haute-Savoie et de l’Ain.
Elle a été créée par fusion des anciennes communautés de communes du pays de Seyssel, de la Semine et du val des Usses ayant pris effet au 1er janvier 2017.

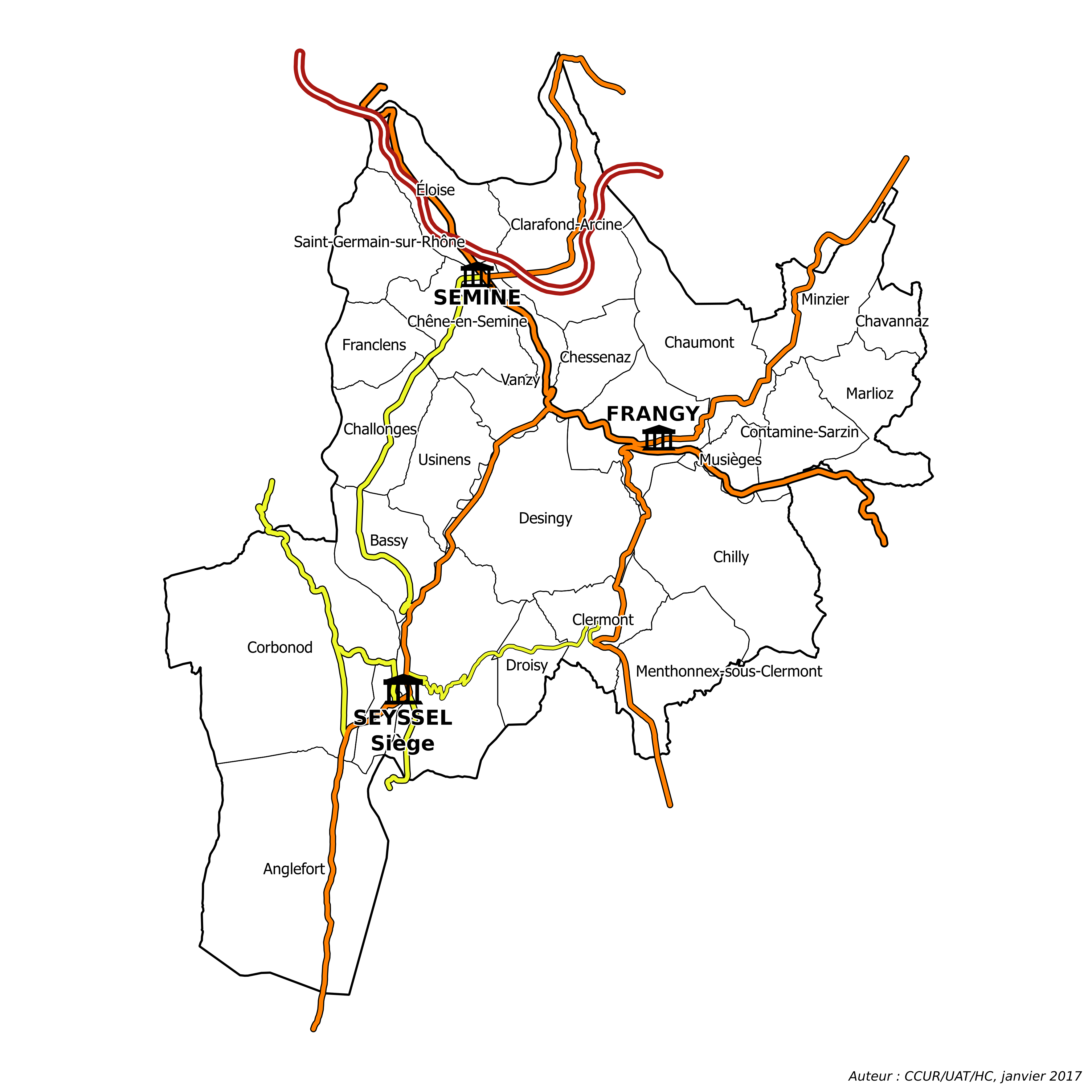

## Composition
La communauté de communes est composée des 26 communes suivantes :

| Nom                      | Code Insee | Gentilé       | Superficie (km2) | Population (dernière pop. légale) | Densité (hab./km2) |
| ------------------------ | ---------- | ------------- | ---------------- | --------------------------------- | ------------------ |
| Seyssel (siège)          | 74269      | Seysselans    | 16,86            | 2 327 (2022)                      | 138                |
| Anglefort                | 01010      | Clafordans    | 29,26            | 1 150 (2022)                      | 39                 |
| Bassy                    | 74029      | Basseyrans    | 7,57             | 398 (2022)                        | 53                 |
| Challonges               | 74055      | Challongeois  | 7,9              | 589 (2022)                        | 75                 |
| Chaumont                 | 74065      | Chaumontois   | 12,38            | 541 (2022)                        | 44                 |
| Chavannaz                | 74066      | Chavannois    | 3,17             | 240 (2022)                        | 76                 |
| Chêne-en-Semine          | 74068      | Chênois       | 9,46             | 526 (2022)                        | 56                 |
| Chessenaz                | 74071      | Chesseniens   | 5,23             | 241 (2022)                        | 46                 |
| Chilly                   | 74075      | Chylliens     | 18,58            | 1 646 (2022)                      | 89                 |
| Clarafond-Arcine         | 74077      | Clarafonais   | 16,88            | 1 053 (2022)                      | 62                 |
| Clermont                 | 74078      | Clermontois   | 6,98             | 449 (2022)                        | 64                 |
| Contamine-Sarzin         | 74086      | Contaminois   | 6,86             | 737 (2022)                        | 107                |
| Corbonod                 | 01118      | Corbonois     | 31,59            | 1 315 (2022)                      | 42                 |
| Desingy                  | 74100      | Desingeois    | 18,93            | 759 (2022)                        | 40                 |
| Droisy                   | 74107      | Droiselands   | 4,55             | 153 (2022)                        | 34                 |
| Éloise                   | 74109      | Éloisiens     | 8,95             | 935 (2022)                        | 104                |
| Franclens                | 74130      | Franclinois   | 5,37             | 549 (2022)                        | 102                |
| Frangy                   | 74131      | Frangypans    | 9,69             | 2 136 (2022)                      | 220                |
| Marlioz                  | 74168      | Marlioziens   | 8,12             | 1 052 (2022)                      | 130                |
| Menthonnex-sous-Clermont | 74178      | Menthonnexois | 10,14            | 785 (2022)                        | 77                 |
| Minzier                  | 74184      | Minziérois    | 8,79             | 1 058 (2022)                      | 120                |
| Musièges                 | 74195      | Musiègeois    | 2,98             | 421 (2022)                        | 141                |
| Saint-Germain-sur-Rhône  | 74235      |               | 7,85             | 644 (2022)                        | 82                 |
| Seyssel                  | 01407      | Seysselans    | 2,4              | 997 (2022)                        | 415                |
| Usinens                  | 74285      | Usinarais     | 7,63             | 424 (2022)                        | 56                 |
| Vanzy                    | 74291      | Vanziens      | 5,57             | 350 (2022)                        | 63                 |

## Implantation territoriale
En plus du siège communautaire, la communauté de communes gère onze sites, et emploie au total 66 agents territoriaux.

### Siège de la communauté de communes
Le siège est fixé au 24 place de l’Orme à Seyssel (Haute-Savoie).
Il abrite les services administration, comptabilité, ressources humaines, transports scolaires, enfance et jeunesse.

### Autres sites administratifs
- Le site de Frangy (sis au 35 place de l’Église) abrite les services aménagement du territoire, développement économique, transports scolaires, urbanisme.
- Le site de Chêne-en-Semine (sis 70 route de la Semine) abrite les services assainissement, bâtiments, communication, environnement, et équipements.

### Sites techniques
Ils comprennent un bâtiment technique et un point multi-accueil Les P'tits Lutins à Chêne-en-Semine, deux stations d'épurations (implantées à Frangy et Seyssel), trois déchetteries (implantées à Frangy, Saint-Germain-sur-Rhône et Seyssel) ainsi que deux offices de tourismes (situés à Frangy et Seyssel).

## Compétences
La communauté de communes exerce cinq compétences obligatoires, huit compétences optionnelles et dix compétences facultatives.

### Compétences obligatoires
- Aménagement de l’espace communautaire
- Développement économique
- Organisation de l’accueil des gens du voyage
- Gestion des déchets ménagers
- Choix de politiques publiques territoriales

### Compétences optionnelles
- Développement d’une politique du logement
- Gestion des équipements culturels et sportifs
- Action sociale
- Protection de l’environnement et la gestion de l’énergie
- Gestion du patrimoine et du cadre de vie
- Création et gestion de maison de services au public
- Gestion de l’eau
- Assainissement

### Compétences facultatives
- Gestion du transport scolaire et du transport à la demande
- Aménagement de l’espace (ZAC)
- Développement des réseaux et infrastructures NTIC
- Gestion d’équipements touristiques et de loisirs, et de gestion foncière
- Développement de services de santé
- Action culturelle et sportive
- Offre de services petite enfance et jeunesse
- Développement d’équipements sportifs et culturels
- Promotion de la CCUR via la communication
- Mutualisation des prestations

## Conseil communautaire
Le conseil communautaire comporte 39 membres. Le bureau communautaire est composé d’un président et de dix vice-présidents.
| Nom                    | Qualité              | Mairie                    | Service                                                |
| ---------------------- | -------------------- | ------------------------- | ------------------------------------------------------ |
| Paul Rannard           | Président            | Maire de Chêne-en-Semine  |                                                        |
| Christian Vermelle     | 1er Vice-président   | Maire de Clermont         | Délégué au développement économique                    |
| Emmanuel Georges       | 2ème Vice-président  | Maire de Chilly           | Délégué à l’environnement                              |
| Gérard Lambert         | 3ème Vice-président  | Maire de Seyssel          | Délégué au tourisme                                    |
| Jean-Louis Magnin      | 4ème Vice-président  | Maire de Franclens        | Délégué aux bâtiments et services techniques           |
| André-Gilles Chatagnat | 5ème Vice-président  | Maire de Chaumont         | Délégué au social, enfance, jeunesse                   |
| Jean-Yves Mâchard      | 6ème Vice-président  | Maire de Vanzy            | Délégué aux mobilités et à la communication            |
| Patrick Chapel         | 7ème Vice-président  | Maire de Corbonod         | Délégué à l’administration et aux ressources humaines  |
| Sylvie Taragon         | 8ème Vice-présidente | Maire de Clarafond-Arcine | Déléguée aux finances                                  |
| Rémi Poncet            | 9ème Vice-président  | Maire de Bassy            | Délégué à l’assainissement                             |
| David Banant           | 10ème Vice-président | Maire de Frangy           | Délégué à l'urbanisme et à l'aménagement du territoire |

## Pour approfondir